# Don Roos
Donald Paul „Don” Roos (ur. 14 kwietnia 1955 w Nowym Jorku) – amerykański scenarzysta, reżyser i producent, związany zarówno z kinem jak i telewizją.

## Życiorys
Urodził się w połowie lat pięćdziesiątych w Nowym Jorku. Uczęszczał do renomowanej katolickiej szkoły wyższej University of Notre Dame w stanie Indiana, gdzie przynależał do bractwa Phi Beta Kappa. Po ukończeniu studiów, przeniósł się do Los Angeles, gdzie zaczął tworzyć skrypty dla programów telewizyjnych. Początkowo utrzymywał się z zawodu procesora tekstu i po dziś dzień żartuje, że zajęcie to jest jego zawodowym planem awaryjnym.
W roku 1992 napisał scenariusz do dreszczowca Sublokatorka z Bridget Fonda i Jennifer Jason Leigh w rolach głównych. Wkrótce później zajął się także reżyserowaniem do swoich scenariuszy. Zadebiutował w 1998 roku komediodramatem Wojna płci, który rok później przyniósł mu nagrody Independent Spirit Award i Literary Award podczas PEN Center USA West Literary Awards. Roos jest także reżyserem dwóch innych filmów: Gry o miłość oraz Szczęśliwych zakończeń. Wszystkie z jego autorskich filmów w mniejszym lub większym stopniu zawierają motywy lesbijsko-gejowskie, a także motyw podróżowania. Jako scenarzysta, pełni również funkcję tzw. „script doctora” – współtwórcy dialogów czy innych elementów scenariusza filmowego, najczęściej umieszczanego poza czołówką gotowej produkcji.
W 1992 związał się z aktorem Danem Bucatinskym, z którym wspólnie wychowuje dwójkę dzieci: Elizę i Jonaha. Posiada dom w Irlandii.

## Filmografia
Filmografia nie uwzględnia projektów, we współtworzeniu których Roos pełnił funkcję „script doctora”.

### reżyseria
- Wojna płci (The Opposite of Sex, 1998)
- M.Y.O.B. (2000; serial TV)
- Gra o miłość (Bounce, 2000)
- Szczęśliwe zakończenia (Happy Endings, 2005)
- Web Therapy (2008–2013; serial internetowy)
- Love & Other Impossible Pursuits (2009)
- Web Therapy (2011−2013; serial TV)

### scenariusz
- Hart to Hart (1979; serial TV)
- Paper Dolls (1984; serial TV)
- Dynastia Colbych (The Colbys, 1985; serial TV)
- Casebusters (1986)
- Sublokatorka (Single White Female, 1992)
- Pole miłości (Love Field, 1992)
- Matlock (1994; serial TV)
- Chłopaki na bok (Boys on the Side, 1995)
- Diabolique (1996)
- Wojna płci (The Opposite of Sex, 1998)
- M.Y.O.B. (2000; serial TV)
- Gra o miłość (Bounce, 2000)
- Szczęśliwe zakończenia (Happy Endings, 2005)
- Diabeł ubiera się u Prady (The Devil Wears Prada, 2006)
- Marley i Ja (Marley & Me, 2008)
- Web Therapy (2008–2013; serial internetowy)
- Love & Other Impossible Pursuits (2009)
- Web Therapy (2011−2013; serial TV)

### produkcja
- Pole miłości (Love Field, 1992)
- Chłopaki na bok (Boys on the Side, 1995)
- M.Y.O.B. (2000; serial TV)
- All Over the Guy (2001)
- Call Waiting (2004)
- Sekrety rodzinne – wersja amerykańska (Who Do You Think You Are?, 2009; program TV)